# Karol Mikuszewski
Karol Mikuszewski (ur. 13 września 1909 w Skoczowie, zm. 1980) – rzeźbiarz ludowy i muzyk, z wykształcenia zdun. Przed II wojną światową prowadził z braćmi kaflarnię w Zabłociu. Pionier narciarstwa na Żywiecczyźnie. Po 1945 roku pracował w Bielsku, później został kierownikiem kaflarni w Żywcu. Należał do orkiestry Katolickiego Związku Młodzieży Męskiej. Jego rzeźby znajdują się m.in. w Muzeum Etnograficznym w Bytomiu, a kolekcja motyli w muzeum w Żywcu.